# Norreni
(Lorena Cannizzaro, Introduzione all'archeologia scandinava)

Stanziamento dei norreni nell'VIII (rosso scuro), IX (rosso), X (arancione) e XI (giallo) secolo. Il verde indica le aree frequentemente colpite da razzie vichinghe

I norrèni o nordici sono un gruppo etnolinguistico di popoli germanici che nel Medioevo abitavano la Scandinavia e parlavano la lingua norrena, lingua del ramo germanico settentrionale da cui discesero le moderne lingue scandinave.
Il termine 'norreni' è spesso assimilato al termine vichinghi, sebbene quest'ultimo termine sarebbe specifico per quel ristretto gruppo di norreni esploratori e guerrieri che a bordo di dreki navigavano per mare e compivano scorrerie.
Il termine norreno era tradizionalmente utilizzato per riferirsi solo alla lingua e letteratura proprie della Norvegia e dell'Islanda del IX-XIV secolo, mentre il suo utilizzo per indicare i popoli nordici è un'estensione recente.

## Etimologia e sinonimi
Il termine norreno è un calco di norðrœnn che nella loro lingua significava 'settentrionale' ed è una parola composta da norðr, 'nord', e da -œnn suffisso aggettivizzante, a sua volta derivata dal protogermanico nurþrōnijaz.
Tra VIII e XI secolo l'aggettivo norrœnn venne usato per indicare i popoli di tutta la penisola scandinava. Da norðr deriva anche nordmadr, in latino medievale nortmannus, da cui Normanno, letteralmente "uomo del nord", termine molto noto grazie alla preghiera attribuita, anche se con alcune incertezze, ai monaci dei monasteri depredati dai razziatori vichinghi nei secoli VIII e IX, che recitava: «Dio ci salvi dal furore normanno». La Cronaca anglosassone distingue tra i vichinghi norvegesi pagani, stanziati a Dublino, nominandoli Norðmannum, e i vichinghi danesi cristianizzati stanziati nel Danelaw, nominandoli Dæne. Analoga distinzione è presente nelle memorie di Edmondo I d'Inghilterra sui Vichinghi del regno di Jórvík da lui sconfitti nel 942. Pertanto, il termine normanni aveva come significato originale coincidente all'attuale norreni, sebbene fu successivamente usato in modo pressoché esclusivo per qualificare gli stanziamenti in Neustria, nel nord della Francia, a causa dei quali fu ridenominata Normandia.
I norreni erano anche conosciuti come Ascomanni dagli altri Germani (nome forse derivante dal loro mitico antenato Askr). Erano invece chiamati Lochlanach in irlandese, mentre gli Anglosassoni utilizzavano, oltre Dæne, anche il termine Dena (Danesi).
Gli Slavi orientali, i Balti, gli Ugrofinnici, i Bizantini e gli Arabi li chiamavano Rus' o Rhos, che forse derivava da roþs- o dall'area di Roslagen (Svezia centro-orientale), da dove molti Norreni giunsero nelle terre degli slavi.
Archeologi e storici sono oggi convinti che gli insediamenti scandinavi nelle terre degli slavi portarono alla formazione dei nomi di Russia e Bielorussia.
Gli abitanti dell'estrema Europa orientale e i Bizantini chiamavano queste genti anche col nome di variaghi (uomini giurati): col nome di guardia variaga si indicava il nome dei soldati della guardia del corpo degli imperatori bizantini.

## Origini

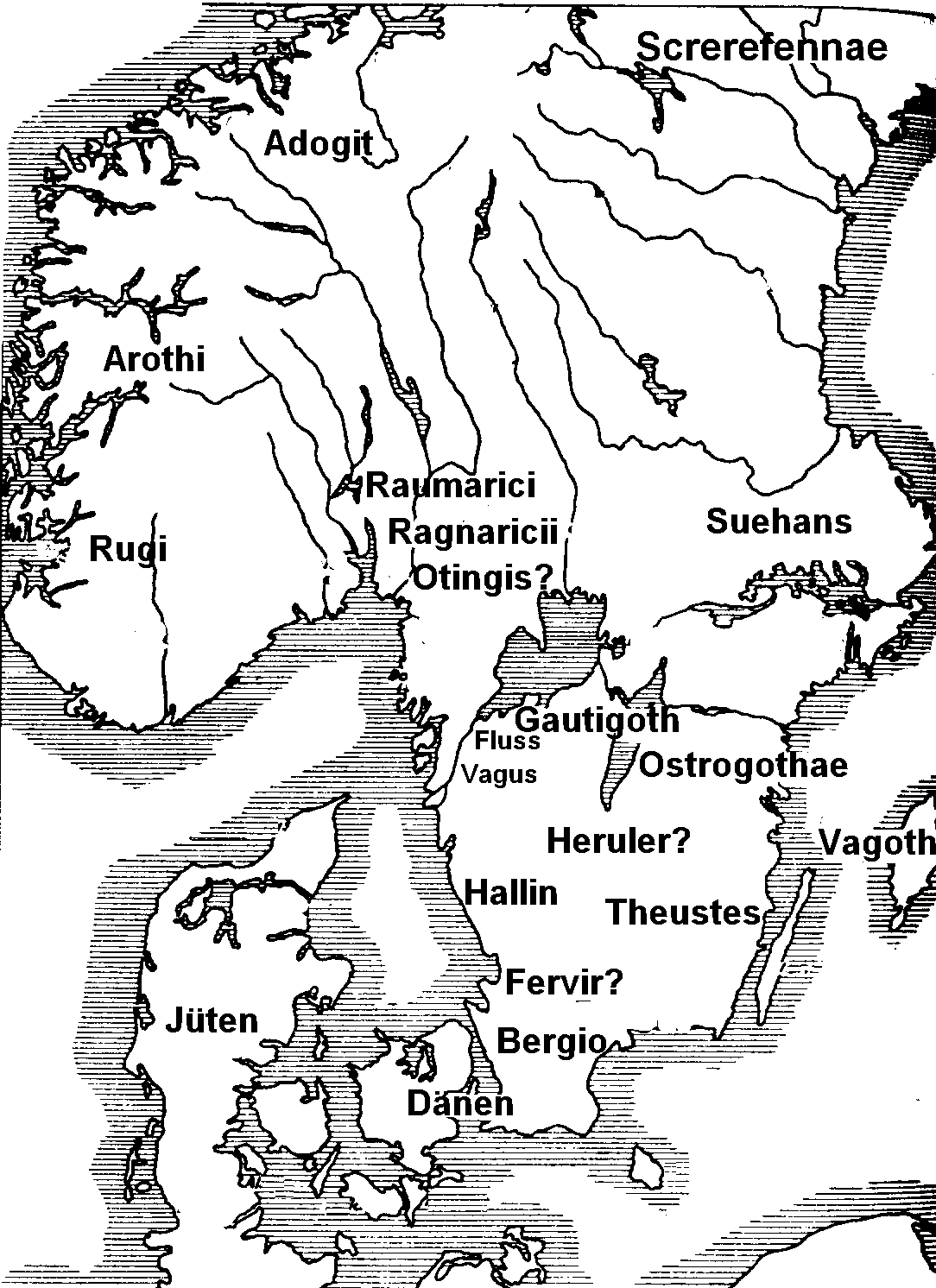
Mappa della Scandza con l'indicazione di alcune tribù.

Le ricerche archeogenetiche condotte tra il 2015 e il 2021 escludono che i norreni costituissero un gruppo etnico compatto (ad esempio potevano avere capelli castani o neri) causa influssi genetici provenienti dal sud Europa o dalla steppa euroasiatica (principalmente dalle popolazioni ugrofinniche o uralo-altaiche). Anche se si utilizzassero come unici due elementi distintivi la lingua norrena e l'insieme dei culti religiosi, ossia la mitologia norrena (da essi definito inn forni sidr, letteralmente "il costume antico", in contrapposizione al in nýi sidr, "il costume nuovo" cioè il cristianesimo), occorre distinguerli nettamente dai Sami, anch'essi abitanti della Scandinavia, già citati a parte nella Storia delle guerre di Procopio di Cesarea.
Due fonti storiografiche importanti sono De origine et situ Germanorum di Tacito che descrive i popoli germanici attorno al I secolo d.C. e, nel periodo proto-norreno, il
De origine actibusque Getarum del VI secolo d.C. di Giordane, il quale nomina le varie tribù abitanti la Scandinavia (detta Scandza), chiamata nel complesso "Utero delle nazioni" e descrive i suoi abitanti come i più alti e feroci dei Germani.
Nel periodo immediatamente seguente a quello in cui scriveva Giordane, detto anche era di Vendel (anni 550-793 circa), i popoli germanici settentrionali ancora rimasti in Scandinavia dopo il periodo delle grandi migrazioni, svilupparono i caratteri della società vichinga propriamente detta uscendo dalla sua fase preistorica/protostorica e tendono ad essere indicati dalla storiografia contemporanea col termine complessivo di Norreni.
Durante l'epoca vichinga i Norreni probabilmente si consideravano un'entità più o meno unificata in ragione della lingua condivisa. Lo studioso Thomas A. DuBois ha affermato che la religione norrena e altri sistemi di credenze pre-cristiane nel Nord Europa devono essere visti «non come entità linguistiche isolate e mutuamente esclusive ma come concetti ampi condivisi tra cultura e linee linguistiche, condizionate da simili fattori ecologici e da legami economici e culturali prolungati».

### Origini mitologiche
Secondo l'interpretazione evemeristica di Snorri Sturluson, i loro primi dèi, gli Asi, erano originari dell'Asia (Asíá in norreno) e da quel luogo si sarebbero spostati seguendo il loro capo Odino verso le terre del nord, fermandosi in Svezia (Svíþjóð). La loro patria d'origine era Ásaheimr ("regno degli Asi") e, al loro arrivo in Scandinavia, si scontrarono con gli dèi precedenti, i Vani, divinità più pacifiche di carattere agricolo.
La presenza apparente di due panthea distinti è stata variamente interpretata dagli studiosi. Una prima ipotesi, detta «invasione degli Æsir», fu avanzata da Bernhard Salin nel 1904. Tale interpretazione, popolare per tutta la prima metà del XX secolo e non ancora completamente tramontata, ipotizzava che il racconto di Snorri avrebbe conservato, seppur deformato, il ricordo di autentici avvenimenti storici. Secondo Salin, gli antenati dei Germani erano effettivamente migrati dal Mar Nero alla Scandinavia e qui avevano lottato contro una popolazione autoctona. Gli Æsir sarebbero stati gli dèi degli invasori germanici, mentre i Vani sarebbero gli dèi adorati dalle genti autoctone della Scandinavia e il racconto della loro lotta e riconciliazione tra Æsir e Vanir come la trasposizione mitica di un antico conflitto storico, conclusosi con un compromesso e con la fusione dei due popoli.
Successivamente Jan De Vries e soprattutto Georges Dumézil, che dedicò un'intera carriera alla comparazione dei miti, arrivarono a dimostrare che la struttura del pantheon germanico apparteneva al più antico pensiero mitico indoeuropeo.

## Espansione e differenziazione
A partire dalla fine del VIII secolo, nel periodo detto era vichinga (anni 793–1066 circa), si osservò una notevole espansione ad opera dei clan di guerrieri, esploratori e conquistatori, comunemente indicati come Vichinghi, che razziarono e si stabilirono in territori in tutta Europa e oltre, creando stati e insediamenti nelle Fær Øer, nel Regno Unito, in Irlanda, in Islanda, in Finlandia, in Russia, in Sicilia, in Italia meridionale, sull'isola di Terranova in Canada, in Groenlandia.
I gruppi sorti da questa espansione includono i Normanni, i Vichingo-gaelici e il popolo dei Rus'.
I clan che concentrarono la loro attività di razzia e conquista in Inghilterra (nel Danelaw) erano provenienti dalla odierna Danimarca, quelli che si diressero verso Irlanda e Islanda provenivano perlopiù dalla odierna Norvegia e quelli diretti verso l'Ucraina e l'Impero bizantino provenivano in maggioranza dalla Svezia.
I motivi che portarono all'espansione vichinga sono un argomento molto dibattuto nella storia nordica. Una teoria diffusa afferma che Carlo Magno «usò la forza e il terrore per cristianizzare tutti i pagani», «battezzando, convertendo o passando ai ferri». «Vichinghi e altri pagani che volevano vendicarsi». Il professor Rudolf Simek conferma che «non è una coincidenza se le prime attività vichinghe avvennero durante il regno di Carlo Magno». A causa della penetrazione del Cristianesimo in Scandinavia, duri conflitti divisero la Norvegia per almeno un secolo. In ogni caso, fu l'Inghilterra, e non il regno franco di Carlo Magno, a essere l'obiettivo dei raid vichinghi.
Un'altra teoria diffusa suppone che il sovrappopolamento vichingo avrebbe messo in crisi il potenziale agricolo della loro madrepatria scandinava. Per una popolazione costiera che aveva a disposizione tecnologie navali superiori, aveva un senso cercare di espandersi oltremare per far fronte agli effetti di un incremento della popolazione giovanile. Il primogenito ereditava le proprietà familiari, mentre i figli più giovani erano spinti a emigrare o a dedicarsi a raid. Questa teoria, però, non è in grado di spiegare perché l'espansione si sia diretta verso l'oltremare piuttosto che verso le ampie e non coltivate aree forestali dell'interno della penisola scandinava. Inoltre, non è stato dimostrato in maniera definitiva, questo fenomeno di esagerata crescita della popolazione né alcun declino nella produzione agricola. Era più facile dedicarsi a scorribande per mare piuttosto che al disboscamento di vaste aree di foresta da dedicare alla coltivazione o al pascolo, in una regione in cui si poteva usufruire di un limitato periodo di sviluppo vegetativo.

## Culto

### Epoca tardo-antica

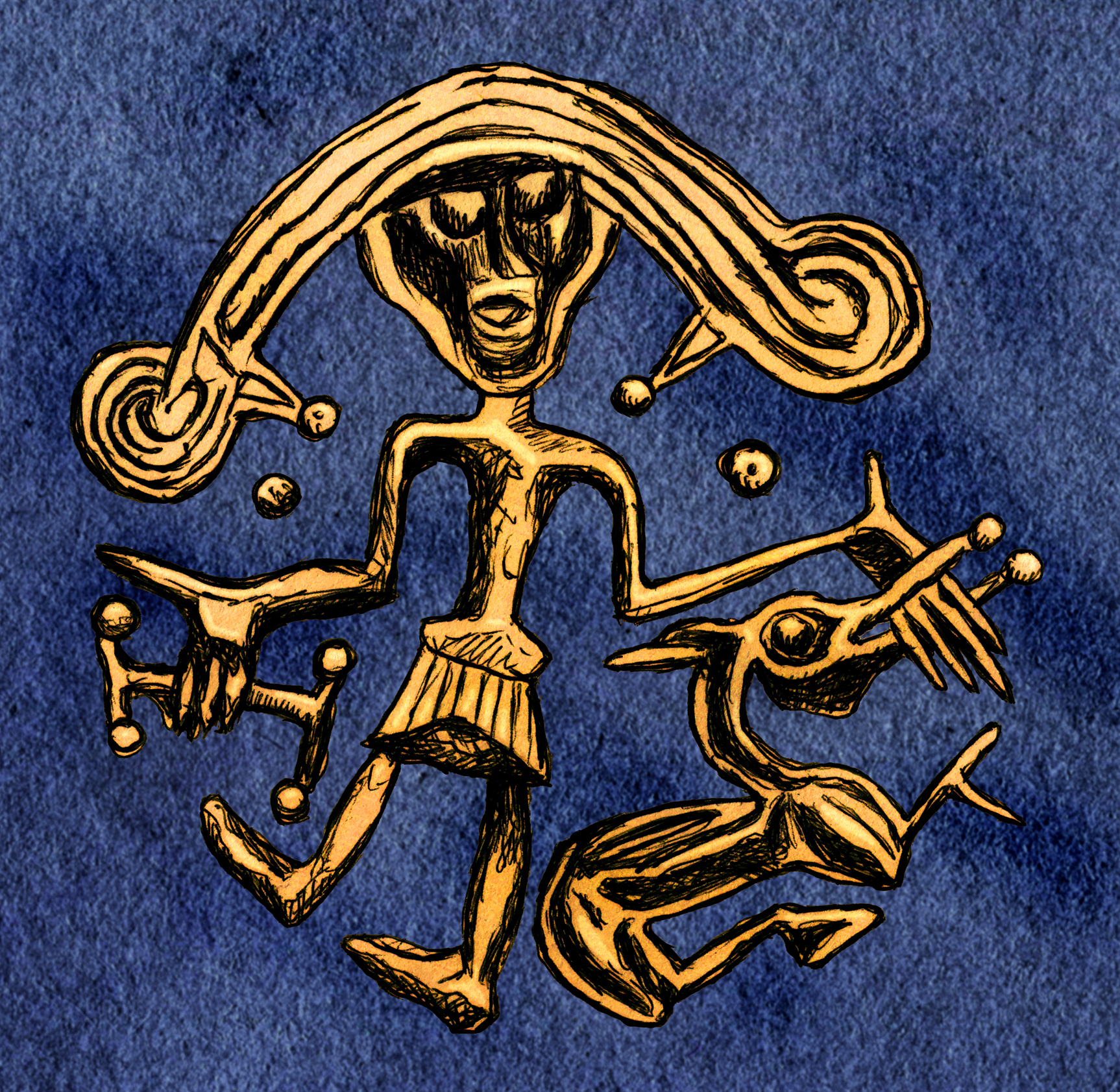
Rappresentazione di Týr e Fenrir sul bratteato d'oro IK 190 all'incirca del V secolo, rinvenuto a Trollhättan, Svezia.

Tacito descrisse i popoli germanici come dotati di sacerdoti, luoghi sacri all'aperto, sacrifici e feste stagionali.
Si suppone che Odino (Óðinn) abbia guadagnato importanza successivamente alla testimonianza di Tacito, durante il periodo delle migrazioni che, secondo alcuni autori, prese gradatamente il posto di Týr alla testa del pantheon delle culture germaniche occidentali e settentrionali. Questa ipotesi si scontrerebbe con l'associazione fatta da alcuni studiosi che identificano il regnator omnium deus di Tacito con Wōdanaz, a seguito di alcune similitudini tra la descrizione del rito fornita dall'autore romano e il successivo poema eddico Helgakviða Hundingsbana II.
La teoria secondo cui Odino prese il posto di Tyr si trova anche alla base di due identificazioni tra loro in conflitto. L'originale importanza di Tyr (dal proto-germanico *Tîwaz) nasce con la teoria secondo cui sarebbe stato una nuova versione della divinità suprema di molte fedi indoeuropee: Zeus, Giove, Dyeus. Non esistono però prove che sostengano l'ipotesi secondo cui Tyr abbia avuto la stessa importanza che aveva Odino nelle regioni in cui era conosciuto, con il nome di Odino o di Wōdanaz.
Durante il periodo delle migrazioni, il termine proto-norreno *Wōdin evolvette nel nuovo nome del dio Óðinn. I reperti dell'era di Vendel (bratteati, pietre runiche) mostrano antiche scene che possono essere associate ai testi mitologici norreni dell'Alto Medioevo. Il contesto del nuovo gruppo emergente del periodo è rispecchiato dalle storie di Snorri Sturluson riguardo agli dèi indigeni Vanir rimpiazzati dagli Æsir arrivati dal continente.

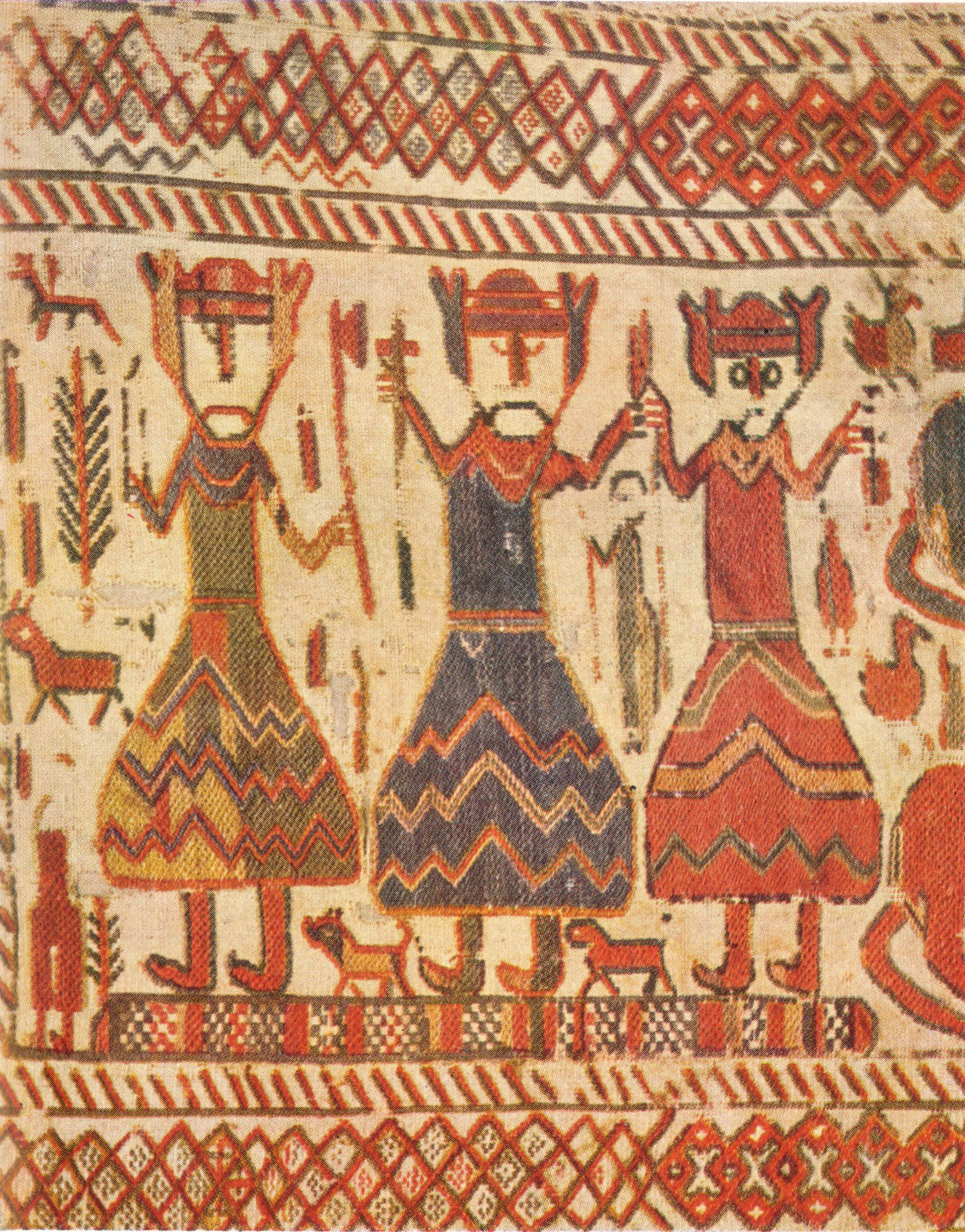
Parte di un arazzo svedese del XII secolo dove troviamo rappresentati, da sinistra a destra, l'Odin con un occhio solo, Thor e Freyr con il martello che regge una spiga di grano.

### Epoca vichinga
Le divinità sono divise in due classi: gli Asi (Æsir) e i Vani (Vanir). La distinzione non è tuttavia netta: in un antico passato le due fazioni si fronteggiarono in guerra, ma in seguito raggiunsero la pace, si scambiarono ostaggi e alcuni membri si unirono in matrimonio. Di determinate divinità non è chiara l'appartenenza a una delle due classi.
Le tre principali divinità erano Odino, Thor e Freyr. Le prime due erano Asi e il terzo Vanir ed erano adorati anche in triade.

Le divinità avevano forma umana e possedevano diverse combinazioni di qualità, nonché di difetti umani. Le avventure e i problemi degli dèi erano la base di diverse leggende e racconti che servivano per illustrare come un uomo doveva, o non doveva, comportarsi. Gli Æsir e i Vanir sono generalmente nemici degli Jǫtnar (singolare Jǫtunn), i Giganti, paragonabili ai Titani della mitologia greca.

Da notare comunque che gli Æsir discendono dagli Jǫtnar e sia Æsir che Vanir possono unirsi con loro per generare figli, quando non sono dei mostri. Esistono due classi generali di giganti: Hrímþursar, i "giganti di brina", e i Múspellsmegir o "giganti di fuoco" anche detti "Figli di Muspell".
Come per molte altre religioni indoeuropee, la mitologia germanica presenta una debole opposizione tra bene e male, tipica invece delle tradizioni abramitiche e iraniche.

Loki, principio del disordine, in molte occasioni aiuta gli dei con la sua astuzia (per preservare l'Ordine cosmico), e in altrettante li insulta e ne causa i lutti. I Giganti, non tanto fondamentalmente malvagi, sono piuttosto rudi, vanagloriosi e incivili. L'opposizione tra queste divinità non rappresenta dunque lo scontro tra Bene e Male, bensì tra Ordine e Caos, tra l'altro reso nei miti con dinamiche non pienamente impermeabili l'una all'altra (in particolare nel ruolo ambivalente di Loki, ora a fianco degli altri dèi, ora in contrapposizione).

## Lingua

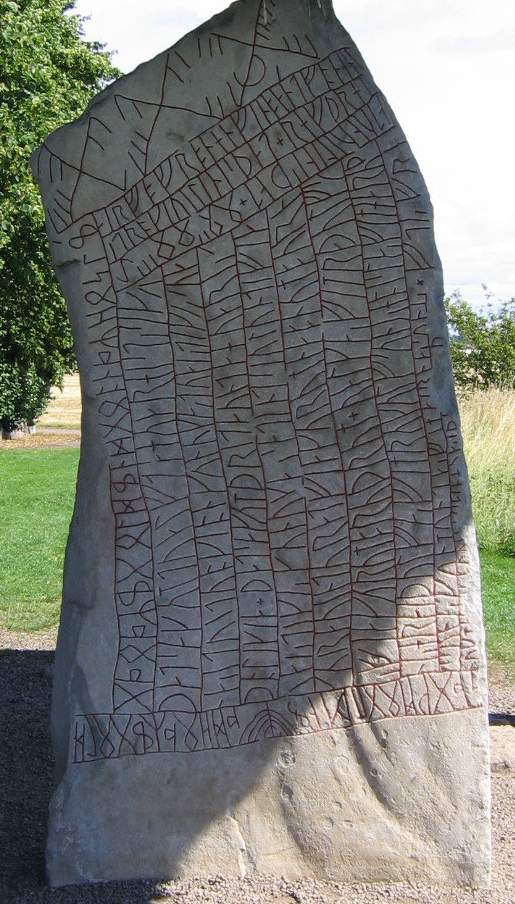
Pietra runica di Rök, Svezia, contenente la più lunga iscrizione scolpita su pietra in lingua norrena, utilizzante l'alfabeto runico, nonché una delle più antiche.

Il termine norreno si riferisce anche alla lingua norrena, una lingua germanica evolutasi dalla lingua proto-norrena nel VII-VIII secolo. Aveva un rapporto di mutua intelligibilità con l'antico inglese, l'antico sassone e altre lingue parlate nella Germania settentrionale.
Si suddivideva dansk tunga (dialetto orientale o norreno orientale) e dǫnsk tunga (dialetto occidentale o norreno occidentale). Questi autonimi si traducono letteralmente con "lingua danese". Non c'era una separazione territoriale ben definita fra le due varianti di questo idioma.
Dopo il XIII secolo il norreno orientale si evolse nel danese e nello svedese, mentre il norreno occidentale si evolse nell'islandese, nel norvegese e nel faorese nelle loro forme più antiche.